# Marosi gyógyiszap

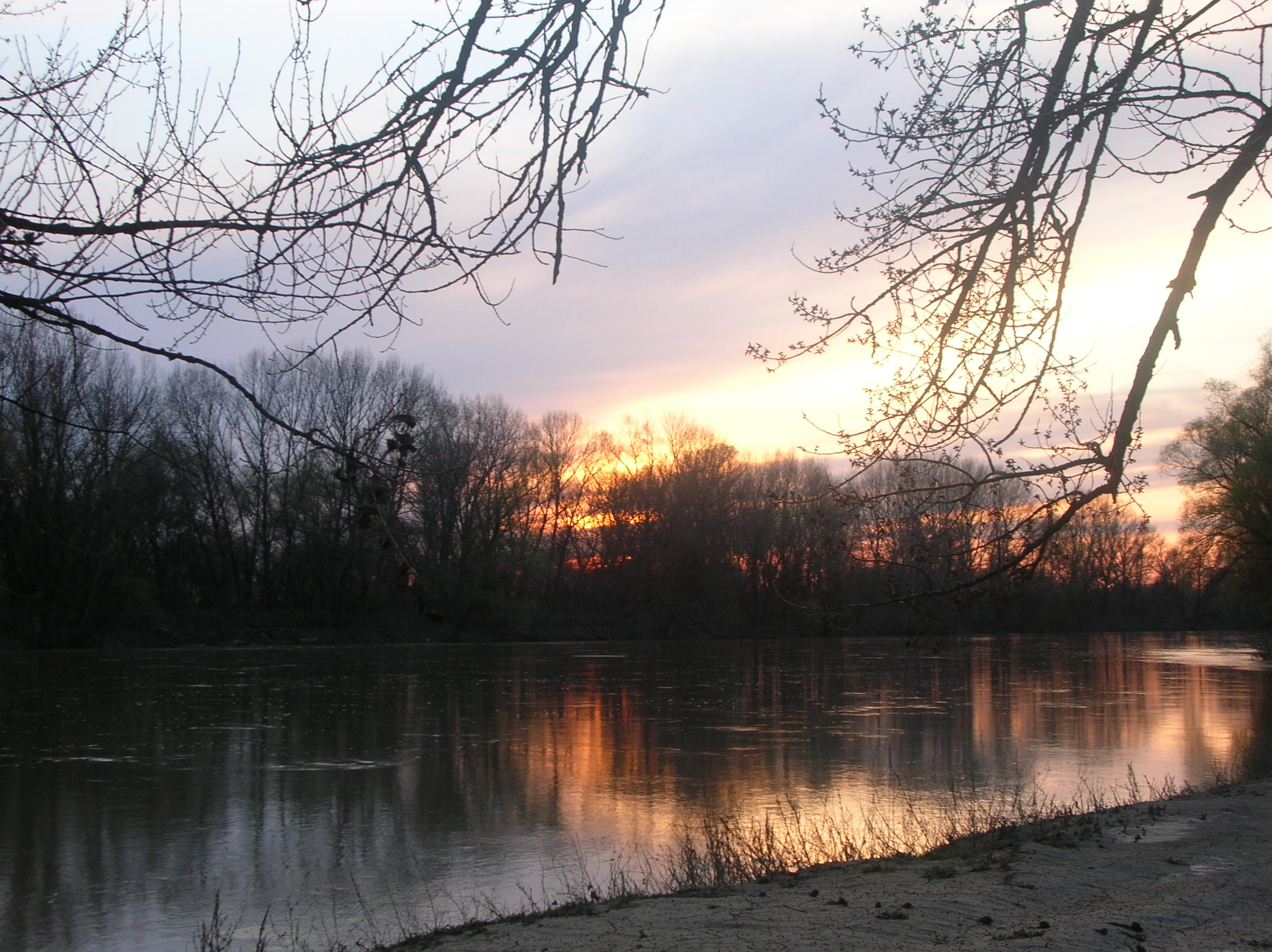
A Maros folyó Makónál.

Magyarországon 2007-ben öt gyógyiszapot tartottak számon, melynek egyike a Makón található marosi iszap. Enyhén radioaktív, idült mozgásszervi panaszok, nőgyógyászati gyulladások, ideggyógyászati betegségek és bőrbetegségek kezelésére alkalmas.

## Története
A makói gyógyiszap tudományos kutatása a helyi történetek alapján kezdődött, mivel a makóiak gyakran kijártak a Maros partjára bekenni a testüket, mert szerintük a folyó hordaléka gyógyító hatású, segít a reumás panaszok enyhítésében.
Ezekből kiindulva Makó város akkori reumatológus főorvosa, Dr. Batka István, id. Gesztesi Mihály kotrómester segítségével, mintákat vett az iszapból, s azokat elküldte az ország több intézetébe, gyógyhatásának megerősítésére, amelyek később megerősítették a föltevést:
- Egészségügyi Minisztérium,
- Állami Földtani Intézet
- Eötvös Loránd Geofizikai Intézet
- Közegészségügyi Állomás
- Műegyetem Földtani Intézet
- Országos Reuma és Fürdőügyi Intézet

A vizsgálatokat elismervén az Egészségügyi Minisztérium 37861/1961 közleményében gyógyiszapnak ismerte el és engedélyezte a marosi gyógyiszap elnevezés használatát.
Dr. Batka álma egy reumakórház létrehozása volt Makó városában, ami azonban nem valósult meg. 1960. és 1970. között kizárólag a gyógyhatásának felismerője és a szegedi fürdő használta, azonban 6 évvel később 380 ezer kilogramm iszapot termeltek ki kanadai exportra. A kitermelés vezetője Dr. Strobl Ferenc volt, a makói kórház akkori igazgatója. Egy kanadai kikötői munkássztrájk miatt azonban nem érkezett meg időben az első szállítmány, így a külföldi export nem valósult meg. Belföldi értékesítésének kudarca után (csupán 145 ezer 500 kilogrammot sikerült eladni a Gyógyáruértékesítő Vállalatnak és a Vízkutató és Fúró Részvénytársaságnak) a kórház anyagi gondjai miatt fölhagyott az iszap nagy tömegű kitermelésével.

## Jellemzése
Igazi meglepetést okozott a szemcseösszetétel (diszperzitásfok) vizsgálati eredménye. Eszerint ugyanis a Maros iszapjában az előnytelen durva és finom homok mennyisége kisebb, viszont a hatásos iszap és nyers anyag mennyisége több, mint a világhírű Battaglia Fangóban
A Dr. Batka István által felküldött iszap fizikai és kémiai elemzése meghatározta, hogy az iszap, az úgynevezett sikkek csoportjába tartozik, mely a legfinomabb terrigén szemcsék üledéke, összetételét tekintve átmenet a szerves és a szervetlen iszapfajták között, mivel fő tömegét szervetlen eredetű ásványi anyagok alkotják, szervesanyag tartalma 1-2 százalék.
Ily módon a maga nemében egyedülálló, az első ilyen gyógyiszap Magyarország területén.
A marosi iszap szemcseösszetétele és plasztikus tulajdonságai alapján megfelel a nemzetközi Pelloid Bizottság kritériumainak a balneoterápiás felhasználás tekintetében, vagyis a gyógyvizekkel történő kezelésekhez (ivókúra, inhaláció, iszapkezelés), melyek közül az iszapkezelés alkalmazható a marosi iszappal. 
A gyógyiszap jellemzői
- Vízkapacitás        0, 95
- Víztartalom         48, 7%
- Üledéktérfogat      2, 1 ml/g
- Duzzadásfok 	      1, 27
- Képlékenységi határ 30, 2
- Képlékenységi szám  26,7
- Folyási határ       56, 9
- Göngyölési állapot  54, 1 g víz/100 g iszap

A gyógyvíz komponensei
- Kálium 	         12,80
- Nátrium 	 340,00
- Üledéktérfogat 	 2, 1 ml/g
- Ammónium 	 3,80
- Kalcium 	 7,20
- Magnézium 	 4,30
- Vas 	         0,07
- Klorid  	 2,00
- Jodid    	 0,01
- Fluorid 	 0,26
- Szulfát 	 12,00
- Hidrogánkarbonát 960,00
- Metaborsav 	 6,00
- Metakovasav 	 38,00

A hő távozása ebből az iszapból is lassú, hővezető képessége 48, 7% víztartalom esetén 0, 0019 cal/cm2, hőtartó képessége ugyanaz 48, 7% víztartalom esetén 457 s/C°, fajhője 0, 61 cal/g, hőkapacitása pedig 0, 89 cal/cm3.
Az Eötvös Loránd Geofizikai Intézet szakvéleménye szerint radioaktivitásának aktivitása hévízi és a kolopi gyógyiszap között van, s kvarcot, halloisitot, kalcitot és földpátot is tartalmaz.
A marosi iszap szemcseösszetétele:
- durva homok 0,1%
- finom homok 32,1%
- iszaptartalma 59%
- nyersanyagtartalma 8,7%.